# To Leslie (película de 2022)
To Leslie (en Latinoamérica comocida como Mala suerte, burna suerte), es una película independiente dramática estadounidense de 2022 dirigida por Michael Morris, a partir de un guion de Ryan Binaco. La música estuvo a cargo de Linda Perry.
La película está protagonizada por Andrea Riseborough, interpretando a Leslie Rowland, una madre soltera que ganó la lotería y que se convirtió en una alcohólica tras gastar todo el dinero del premio. Los actores Allison Janney, Marc Maron, Andre Royo, Owen Teague y Stephen Root aparecen en papeles secundarios.
To Leslie se estrenó en South by Southwest el 12 de marzo de 2022 y Momentum Pictures le dio un lanzamiento limitado el 7 de octubre de 2022. La película recibió elogios de la crítica y la actuación de Riseborough obtuvo elogios generalizados y una nominación al Premio Oscar a la mejor Actriz.

## Sinopsis
Leslie es una alcohólica problemática y manipuladora del oeste de Texas que ganó $ 190,000 en una lotería local, solo para despilfarrar las ganancias en licor y drogas. Seis años después, Leslie vive en la indigencia y vive una vida itinerante en moteles y en las calles. Después de ser expulsada de un motel residencial, se reúne con su hijo James, de 20 años, del que está separado, quien le permite vivir con él bajo la condición de que no beba. Leslie pronto le roba dinero al compañero de cuarto de James, Darren, y James descubre botellas de licor debajo de su cama, lo que lo lleva a llamar a su abuela y a la amiga de Leslie, Nancy, para pedir ayuda.
Nancy y su novio Dutch permiten a regañadientes que Leslie se quede con ellos, pero la echan fuera la noche cuando visita el bar local y Pete, uno de sus amigos, la ve. Leslie duerme afuera al lado de un motel, donde Sweeney, uno de los propietarios, la encuentra al amanecer. Él le ordena que se vaya y ella huye, dejando atrás su maleta. Pete la recibe afuera de una tienda de conveniencia esa noche, quien le compra comida, pero Leslie nuevamente huye cuando él intenta hacer insinuaciones sexuales hacia ella.
Leslie regresa al motel en busca de su maleta, y el benévolo Sweeney le ofrece impulsivamente un trabajo limpiando habitaciones a cambio de un pequeño salario y alojamiento. Royal, que ayuda a administrar el motel con Sweeney, es frío con Leslie, a quien conoce desde la infancia. Leslie es frecuentemente impuntual en sus deberes y continúa gastando sus ganancias en alcohol, a menudo yendo a bares. Una noche, Leslie, borracha, se dirige a la casa donde crio a James, sorprendiendo a la familia que ahora vive allí. Los propietarios llaman a Sweeney, quien devuelve a Leslie a la posada.
Decepcionado por la falta de compromiso de Leslie, Sweeney tiene la intención de despedirla, pero él cede cuando ella le asegura que tiene la intención de cambiar su forma de ser. Sin ningún lugar al que acudir, Leslie intenta concentrarse en su trabajo y mantener la sobriedad mientras sufre la abstinencia del alcohol. Leslie y Sweeney desarrollan una amistad, uniéndose a través de su historial mutuo de adicción. Leslie acompaña a Sweeney a una feria, donde se encuentra con su hija y su nieta. Leslie se enfrenta a Nancy en la feria, quien la critica frente a Sweeney por haber abandonado a James cuando era un niño y la insulta delante de todos.
Más tarde ese día, Leslie deja su trabajo en el motel. Ella llama a James a una lavandería, dejándole un mensaje diciéndole que lo ama, luego visita un bar, donde conversa con un joven. Pide una cerveza, pero decide no beberla. Mientras tanto, Sweeney busca a Leslie y llega al bar, pero ella se ha ido. Leslie se sienta en cuclillas en una heladería abandonada al otro lado de la calle del motel y observa cómo regresa Sweeney. Por la mañana, despierta a Sweeney y le dice que quiere renovar la heladería.
Diez meses después, Leslie está sobria y, con la ayuda de Sweeney y Royal, ha renovado la heladería, que ha convertido en un restaurante. El día de la inauguración, Leslie no recibe clientes. Nancy llega esa noche a la hora del cierre y Leslie la acusa de sabotear la apertura del negocio al decirles a los lugareños que no vayan. En lugar de encontrarse con Leslie con rabia, Nancy se disculpa con Leslie por no haber estado emocionalmente presente durante toda la vida de Leslie. Nancy también sorprende a Leslie al revelar que ha traído a James con ella. Royal y Sweeney les preparan una comida y los dos se abrazan.

## Reparto
- Andrea Riseborough como Leslie "Lee" Rowlands
- Allison Janney como Nancy
- Marc Maron cómo Sweeney
- Andre Royo como Royal
- Owen Teague como James
- Stephen Root cómo Dutch
- James Landry Hebert cómo Pete
- Catfish Jean como Darren
- Scott Subiono cómo Rancher Glen

## Producción
En julio de 2019, se anunció que Andrea Riseborough se había unido al elenco de la película, con Michael Morris dirigiendo un guion de Ryan Binaco.En junio de 2020, Allison Janney y John Hawkes se unieron al elenco de la película. En diciembre de 2020, Marc Maron y Stephen Root se unieron al elenco de la película, y Maron reemplazó a Hawkes. 
La película se rodó en Los Ángeles en el transcurso de 19 días durante la pandemia de COVID-19 , con un presupuesto de menos de $1 millón. La supervisora musical Linda Perry escribió la canción original "Angels Are Falling", interpretada por Patty Griffin , para la película.

## Taquilla
Hasta noviembre de 2022, la película había recaudado 23 304 dólares en la taquilla de Estados Unidos.

## Recepción

### Crítica
En el sitio web del agregador de reseñas Rotten Tomatoes , el 98% de las 56 reseñas de los críticos son positivas, con una calificación promedio de 7.6/10. El consenso del sitio web dice: " Al marco familiar de Leslie se le otorga una profundidad adicional a través de una Andrea Riseborough estelar y un enfoque sensible y matizado del ciclo de la adicción". 
Metacritic, que utiliza un promedio ponderado , asignó a la película una puntuación de 84 sobre 100, basada en 16 críticos, lo que indica "aclamación universal".

### Polémica
La nominación de Andrea Riseborough en los Premios Oscar género polémica en redes sociales y esto ocasionó que los miembros de la Academia de las Artes y las Ciencias Cinematográficas tuvieran que evaluar nuevamente dicha candidatura para que no se pueda violar ninguna norma.
El órgano de conducción de la Academia (la Junta de Gobernadores) discutió los alcances, las implicancias y los efectos de lo que se conoce como grassroot campaign, que equivale a instalar en este caso el nombre de un potencial candidato al Oscar desde la base y alentar su crecimiento mediante acciones como la difusión de su nombre de boca en boca o por medio de las redes sociales, sin la intervención de instancias corporativas (estudios, productoras) con el propósito de llamar la atención de sus potenciales votantes.
El director Michael Morris y su esposa, la actriz Mary McCormack , organizaron una "campaña respaldada por celebridades" para que Riseborough fuera nominada al Premio de la Academia a la Mejor Actriz . Se pusieron en contacto con amigos y colegas en la industria del entretenimiento y les pidieron que vieran la película y la compartieran con otros si la disfrutaban. Morris y Riseborough también contrataron publicistas para coordinar los esfuerzos. Si bien hasta ahora no se había visto ni considerado como un contendiente serio a los premios, la campaña elevó con éxito el perfil de la película cuando docenas de celebridades la elogiaron públicamente y la actuación de Riseborough en las redes sociales; algunos también organizaron proyecciones durante la votación para las nominaciones al Premio de la Academiaen enero de 2023. Riseborough fue nominado para el premio el 24 de enero, que Los Angeles Times calificó como "una de las nominaciones más impactantes en la historia de los Oscar".

## Premios y nominaciones
| Premio                                             | Fecha                   | Categoría                        | Nominado/a         | Resultado | Referencias |
| -------------------------------------------------- | ----------------------- | -------------------------------- | ------------------ | --------- | ----------- |
| Premios Oscar                                      | 12 de marzo de 2023     | Mejor Actriz                     | Andrea Riseborough | Nominada  | [ 5 ]       |
| Capri Hollywood International Film Festival Awards | 2 de enero de 2023      | Capri Special por Mejor Película | To Leslie          | Ganadora  | [ 6 ]       |
| Chicago Film Critics Association Awards            | 14 de diciembre de 2022 | Mejor Actriz                     | Andrea Riseborough | Nominada  | [ 7 ]       |
| Festival de Cine de Gijón                          | 19 de noviembre de 2022 | Mejor Actor                      | Marc Maron         | Ganador   | [ 8 ]       |
| Festival de Cine de Gijón                          | 19 de noviembre de 2022 | Mejor Actriz                     | Andrea Riseborough | Ganadora  | [ 8 ]       |
| Independent Spirit Awards                          | 4 de marzo de 2023      | Mejor interpretación             | Andrea Riseborough | Nominada  | [ 9 ]       |
| National Board of Review Awards                    | 8 de enero de 2023      | Top 10 películas independientes  | To Leslie          | Ganadora  | [ 10 ]      |
| Raindance Film Festival                            | 4 de noviembre de 2022  | Película del Festival            | Michael Morris     | Ganador   | [ 11 ]      |
| Raindance Film Festival                            | 4 de noviembre de 2022  | Mejor interpretación             | Andrea Riseborough | Ganadora  | [ 11 ]      |